# Rutherfordton
Rutherfordton és una població dels Estats Units i seu del comtat de Rutherford a l'estat de Carolina del Nord. Segons el cens del 2000 tenia 4.131 habitants.

## Demografia
Segons el cens del 2000, Rutherfordton tenia 4.131 habitants, 1.602 habitatges i 1.047 famílies. La densitat de població era de 382,5 habitants per km².
Dels 1.602 habitatges en un 30% hi vivien nens de menys de 18 anys, en un 48,9% hi vivien parelles casades, en un 13,2% dones solteres, i en un 34,6% no eren unitats familiars. En el 31,5% dels habitatges hi vivien persones soles el 16,1% de les quals corresponia a persones de 65 anys o més que vivien soles. El nombre mitjà de persones vivint en cada habitatge era de 2,33 i el nombre mitjà de persones que vivien en cada família era de 2,91.
Per edats la població es repartia de la següent manera: un 22,6% tenia menys de 18 anys, un 6,9% entre 18 i 24, un 28% entre 25 i 44, un 22% de 45 a 60 i un 20,5% 65 anys o més.
L'edat mediana era de 40 anys. Per cada 100 dones de 18 o més anys hi havia 85,5 homes.
La renda mediana per habitatge era de 37.941 $ i la renda mediana per família de 47.381 $. Els homes tenien una renda mediana de 34.592 $ mentre que les dones 23.371 $. La renda per capita de la població era de 21.742 $. Entorn del 8,8% de les famílies i el 10,8% de la població estaven per davall del llindar de pobresa.

## Poblacions més properes
El següent diagrama mostra les poblacions més properes.